# Tarta Marjolaine
La marjolaine es un pastel de chocolate, merengue y praliné. 

## Historia

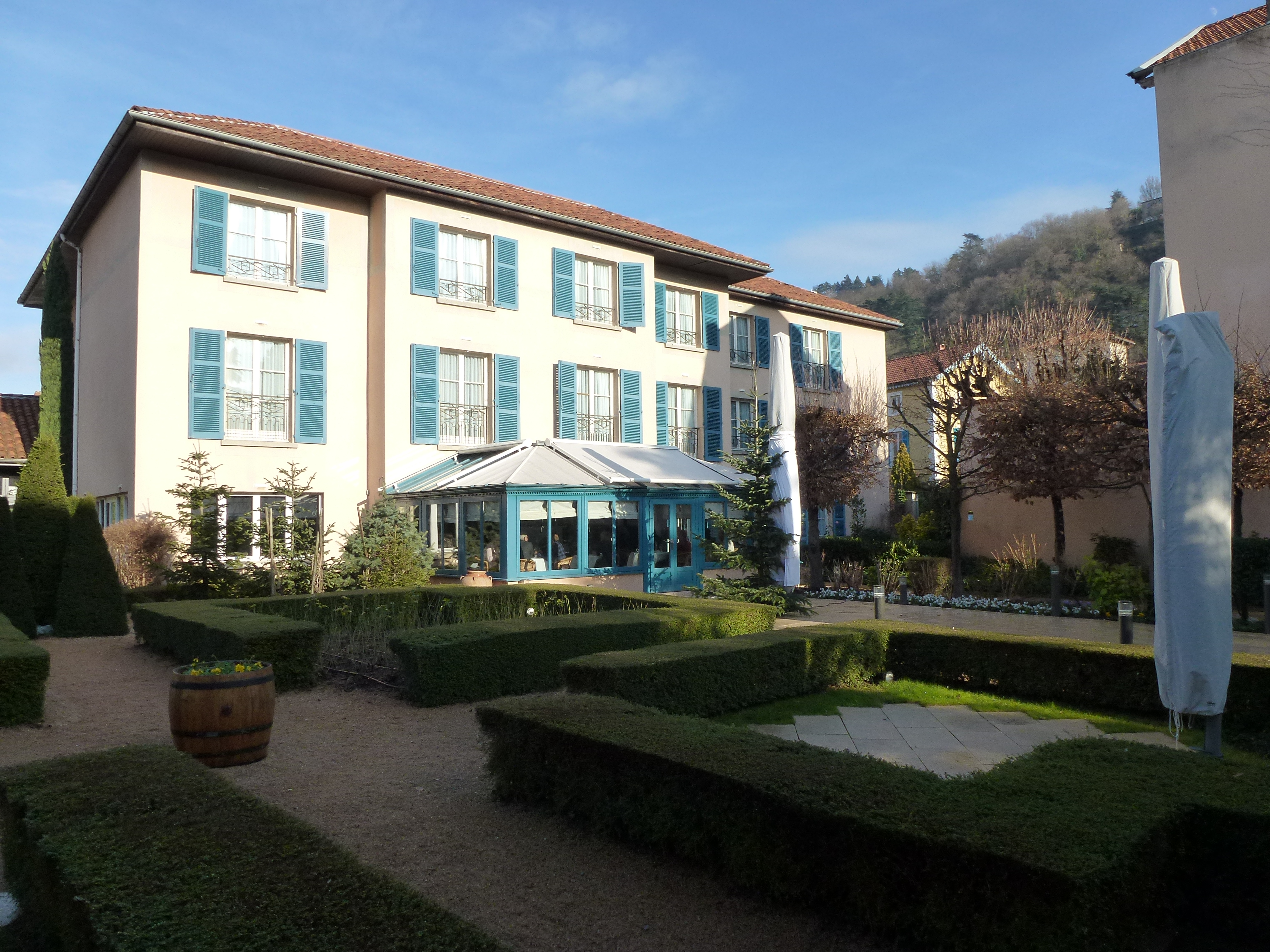
Restaurante gourmet La Pyramide en Vienne.

Este pastel fue creado en la década de 1950 por Fernand Point, chef del restaurante La Pyramide en Vienne, cerca de Lyon en Isère (una ciudad francesa situada a medio camino entre París y la Riviera francesa). Este postre está inspirado y revisita una receta tradicional; el dacquoise (de la región de Dax, una ciudad en el suroeste de Francia).

## Descripción
El pastel marjolaine consiste en una sucesión de tres cremas (crema con sabor a praliné, crema batida y ganache de chocolate), separadas por cuadrados de merengue de praliné. El conjunto es espolvoreado con chispas de chocolate y azúcar glas para formar un patrón decorativo.